# Die Siedler 7
Die Siedler 7 ist ein Aufbau-Echtzeit-Strategiespiel der Siedlerreihe aus dem Jahr 2010. Publisher ist Ubisoft, entwickelt wurde es von Blue Byte.

## Spielprinzip
Das Gameplay von Die Siedler 7 folgt wieder dem Prinzip der ersten Teile der Serie. Der Fokus liegt nicht mehr wie etwa im vorher veröffentlichten Die Siedler – Aufstieg eines Königreichs auf Kampf, sondern mehr auf der Wirtschaft. Diese ist wieder mehr in sich verzahnt, komplexer und auch schwerfälliger. Vor allem auch deswegen, weil Rohstoffe abermals von Trägern zwischen zwei Wegpunkten in einem zusammenhängenden Wegnetz transportiert werden. Siedler und militärische Einheiten können vom Spieler nicht frei auf der Karte bewegt werden.
In Die Siedler 7 hat man die Möglichkeit, das Spiel auf drei verschiedenen Wegen zu gewinnen, entweder man konzentriert sich auf den Bereich Handel, Wissenschaft oder Militär. Entscheidet sich der Spieler für den militärischen Kampf, muss er seinen Gegner im klassischen Sinn besiegen, indem er seine Territorien oder seine Burg einnimmt. Hat er die Wissenschaft gewählt, muss er verschiedene Technologien durch Geistliche erforschen. Will er gewinnen, indem er Waren handelt, muss er mit Handelsleuten Handelsbeziehungen auf einer großen Karte entwickeln. Den Sieg erlangt man nicht mehr vorwiegend durch Eroberung, sondern indem man eine gewisse Anzahl an Siegpunkten als Erster erlangt. Dabei kann man sich auch individuell auf mehrere Bereiche fokussieren.
Die Künstliche Intelligenz wurde verbessert, zwölf verschiedene KI-Profile stehen im Spiel bereit. Die comicartige Grafik nutzt die aktuellere Grafik-Engine Vision Engine 7.0. Auch der Online-Mehrspielermodus ist neu. Spieler können darin gegeneinander spielen oder miteinander kooperieren. Weitere Spielmodi sind die Scharmützel als klassische Endlosspiele, die vom Spieler vorab angepasst werden können, und die Kampagne. Diese enthält 12 Szenarien und dreht sich rund um das fiktive Königreich Tandrien.

## Entwicklungsgeschichte
Angekündigt wurde Die Siedler 7 am 22. September 2009 von Ubisoft und Blue Byte in einer Pressemitteilung. Veröffentlicht wurde das Spiel am 25. März 2010 für den Windows und MAC. Neben der Standardversion erschien eine limitierte Edition, die als Zugabe unter anderem eine Figur (15–16 cm Höhe), eine Karte der Spielwelt, ein Poster, Pflanzensamen und den Soundtrack enthielt.
Am 24. Februar 2011 erschien Die Siedler 7: Gold Edition. Diese Version des Spiels enthält drei bis dahin nur als Download verfügbare Zusatzpakete sowie Die Siedler III.

## Soundtrack
Die Titelmusik „Hero Within“ und „Ever After“ wurde von der britisch-lettischen Sängerin Kariina Gretere gesungen und produziert. Den restlichen Soundtrack komponierte das deutsche Unternehmen Dynamedion.

## Kopierschutz
Die Siedler 7 gehörte zusammen mit Silent Hunter 5 und Assassin’s Creed II zu den ersten Ubisoft-Spielen, die einen neu entwickelten Kopierschutz verwendeten, der eine permanente Online-Verbindung auch bei Einzelspieler-Partien erforderte. Ostern 2010, kurz nach der Veröffentlichung des Spiels, kam es wie schon einige Wochen zuvor bei Silent Hunter 5 und Assassin’s Creed 2 zu Verbindungsabbrüchen und langanhaltenden Ausfällen der Ubisoft-Server, sodass zahlreiche Kunden das erworbene Spiel nicht spielen konnten. Gegen Cracker half der Kopierschutz nicht. Diese konnten die Digitale Rechteverwaltung umgehen.

## Rezeption
Siedler 7 sei sicher nicht perfekt, aber unglaublich charmant. Es verbinde bekannte Spielelemente mit ganz neuen, bleibe sich dabei aber im Kern treu. Der Onlinezwang des Kopierschutzes sei störend. Hinter dem abschreckenden Kopierschutz verstecke sich ein wunderschönes, überaus umfangreiches Aufbau-Strategiespiel. Es verleuge nicht seine Wurzel wie etwa Command & Conquer 4: Tiberian Twilight. Die Lagerhäuser deuten zurück auf Siedler 2. Bei den Produktionsketten reiche es jedoch nicht an die Komplexität von Anno 1404 heran. Beim Micromanagement fehle die Übersicht, insbesondere beim Lösen von Problemen in der Warenversorgung. Es sei das beste Siedlerspiel seit Langem. Die Geschichte werde mitreißend erzählt. Die Charaktere und Gebäude seien farbenfroh und detailreich in stimmungsvoller Umgebung. Durch die Sektorenjagd und das Siegpunktesystem erneuere sich die Serie. Diese sorgen für Aufregung. Jede Partie spiele sich anders. Der Siedlungsbau wurde vereinfacht, was Kenner der vorherigen Teile womöglich verprelle. Die Kampagne bleibe kurz und die Hintergrundgeschichte nicht der Rede wert. Die Aufbausimulation mit starkem Wirtschaftsaspekt sei technisch wie spielerisch hervorragend gelungen. Dabei sei sie komplex ohne den Spieler zu überfordern. Die Präsentation falle teils zu kindisch aus, begehe jedoch keinen Stilbruch. Das Spielprinzip verzeihe durch die endlichen Ressourcen keine Fehler bei der zügigen Expansion und sei im Vergleich zum Vorgänger deutlich beschleunigt. Phasen des Leerlaufs treten kaum noch auf. Es sei stark auf den Mehrspielermodus ausgerichtet worden. Der Aufbau eines funktionierenden Warenkreislaufes mache sehr viel Spaß. Die Siegesmöglichkeiten ohne Militäreinsatz mache Mehrspielerschlachten noch spannender.